# 腎盂腎炎
腎盂腎炎（じんうじんえん、羅: pyelonephritis）は、細菌感染を原因とする腎盤（腎盂）ならびに腎実質の炎症。臨床症状として血尿、混濁尿、膿尿、細菌尿、発熱を特徴とする。病理学的には腎杯の炎症、壊死、変性が認められる。ウシではCorynebacterium属菌（特にCorynebacterium renale）による感染が重要である。

## 恐ろしさ
発熱、腰背部痛、悪心、CVA叩打痛、白血球尿、細菌尿などを特徴とするが、この疾患の非常に恐ろしいところは容易に敗血症や播種性血管内凝固症候群 (DIC)、急性呼吸窮迫症候群 (ARDS) を起こすことである。よく知られた経験則に「発熱が認められれば、腎盂腎炎のような上部尿路疾患であり、認められなければ、膀胱炎のような下部尿路疾患である」というものがある。発熱が認められない場合、基本的には下部尿路疾患を疑うが、感染が上行してきて腎盂腎炎になる場合もあるので、注意して経過観察をする必要がある。
腎盂腎炎の半数は腰痛、腹痛を伴わない。

## 治療
多くの場合、先天性尿路異常、慢性尿路感染、結石・腫瘍等による尿路狭窄・閉塞など、基礎となる尿路系疾患を有しているため、原疾患の検索・治療がまず必要である。
悪寒・戦慄を伴う場合は敗血症に陥っている可能性が高く、緊急で血液培養、尿培養を採取し、経験に基づいた抗生剤投与を行う。一般に起炎菌として大腸菌が多いとされるが、近年耐性菌が増加していることから、確実性を求めて広域抗生剤（カルバペネム系やニューキノロン系）の投与を行う傾向にある。また、既に抗生剤治療を受けていた人が発症した場合にはバンコマイシンの投与も考慮される。腎臓は血液が豊富であるため菌血症、敗血症をきたしやすい。敗血症のマーカーとしてプロカルシトニンを測定する場合がある。
CTなどの画像診断によって水腎症が著明である場合は、緊急処置として腎瘻造設（経皮的に腎盂を穿刺して排膿）を行う事がある。
慢性腎盂腎炎に対してはST合剤などの内服療法がおこなわれるが、再燃・再発を来しやすく、長期的な経過で間質性腎炎から腎不全に至ることがある。
消化器症状が強い場合は内服不可能であるため入院が必要となる。腎盂腎炎は顕微鏡学的には小膿瘍の集合体とされており3日程解熱しないことが多い。培養を繰り返し行い、抗菌薬の使用が適正であるかを確認する。また腎実質膿瘍や腎周囲膿瘍の検索のためCTや超音波検査を行う。点滴ではセフトリアキソン1-2gの使用が多い。治療期間は基本的には2週間であり経口摂取が可能になったら内服薬に切り替える。再発例では4-6週間かかることもある。